# ATC (band)
A Touch Of Class (eerder bekend als ATC) was een popgroep uit Duitsland, hoewel de leden uit verschillende landen kwamen. Ze maakten vooral europop en eurodance. Hun eerste single "Around the World (La La La La La)" (een cover van het nummer "Pesenka" van de Russische groep Ruki Vverh!) was een wereldwijde hit.
ATC werd gevormd door Joseph "Joey" Murray uit Nieuw-Zeeland, Livio Salvi uit Italië, Sarah Egglestone uit Australië en Tracey Elizabeth Packham uit Engeland. Nadat dj en producer ATB (André Tanneberger) een rechtszaak tegen ATC had gewonnen, moest de groep van naam veranderen en gingen ze voortaan door het leven als "A Touch Of Class".
In 2003 hield de groep op te bestaan. In oktober 2007 kwamen Murray en Salvi (nu Livio Paris geheten) nog eenmaal samen om in het Duitse programma The Ultimate Chart Show een nieuwe versie van Around the World op te voeren.

## Discografie
| Single met eventuele hitnotering(en) in de Nederlandse Top 40 | Datum van verschijnen | Datum van binnenkomst | Hoogste positie | Aantal weken | Opmerkingen             |
| ------------------------------------------------------------- | --------------------- | --------------------- | --------------- | ------------ | ----------------------- |
| Around the World (La La La La La)                             | 2000                  | 06-01-2001            | 4               | 12           | Alarmschijf             |
| My Heart Beats Like A Drum (dam dam dam)                      | 2001                  | 14-04-2001            | 34              | 4            | Dancesmash op Radio 538 |
| All around the world (la la la)                               | 2019                  | 13-07-2019            | 6               | 16           | met R3hab               |